# Pola Bełtowska
Pola Bełtowska (12 novembre 2006) è una saltatrice con gli sci polacca.

## Biografia
Pola Bełtowska, attiva dal luglio del 2018, ha esordito in Coppa del Mondo il 30 dicembre 2023 a Garmisch-Partenkirchen (38ª) e ai Campionati mondiali a Trondheim 2025, dove si è classificata 32ª nel trampolino lungo, 11ª nella gara a squadre e 8ª nella gara a squadre mista; non ha preso parte a rassegne olimpiche.

## Palmarès

### Coppa del Mondo
- Miglior piazzamento in classifica generale: 58ª nel 2025